# عنکبوت‌های دیواری
عنکبوت‌های دیواری (Selenopidae) نام خانواده‌ای از عنکبوت‌ها است.
این خانواده ۴ سرده و ۱۸۹ گونه را دربر می‌گیرد.